# Gustave Ador
Gustave Ador (Genève, 23 december 1845 - Cologny, 31 maart 1928) was een Zwitsers politicus en president van het Internationale Rode Kruis.
Gustave Ador was afkomstig uit liberale burgerlijke familie van gegoede komaf. Zijn vader was bankdirecteur. Hij studeerde op 23-jarige leeftijd af in de rechten en was als advocaat werkzaam.
In 1874 werd Ador als onafhankelijke kandidaat in de grote raad van Genève gekozen. In 1876 werd hij niet herkozen, maar in 1878 werd hij opnieuw gekozen. Hij bleef lid van de grote raad tot 1915. Van 1879 tot 1880 en van 1885 tot 1897 was Ador lid van de regeringsraad van het kanton Genève. In 1878 deed hij zijn intrede in de landelijke politiek en werd hij in de Raad van State gekozen (tot 1880), van 1889 tot 1917 was hij parlementslid voor de Liberale Partij van Zwitserland (PLS). Van 1901 tot 1902 was hij gedurende een jaar President van de Nationale Raad.
In 1917 volgde Ador Arthur Hoffmann op als lid van de Bondsraad (regering). Hoffmann moest na de Hoffmann-Grimm-Affaire. Omdat Ador behoorde tot de kleinere Liberale Partij, moest hij met steun van de andere partijen in de Bondsraad worden gekozen. Ador ging door voor Ententegezind.
Gustave Ador beheerde in 1917 de portefeuille van Buitenlandse Zaken (Politieke Zaken) en van 1918 tot 1919 de portefeuille van Binnenlandse Zaken. Van 1 januari tot 31 december 1919 was Gustave Ador bondspresident van Zwitserland.
Gustave Ador was actief binnen het Internationale Rode Kruis sinds 1870. Van 1910 tot 1928 was hij president van het Internationale Rode Kruis.
Gustave Ador is een van de weinige Zwitserse politici die internationale faam hebben verworven.